# 亚历山德拉·伊沃舍夫
亚历山德拉·伊沃舍夫（1974年3月17日—），塞尔维亚女子射击运动员。她曾代表独立参赛者、塞尔维亚和黑山参加1992年、1996年和2000年夏季奥林匹克运动会射击比赛，获得一枚金牌和一枚铜牌。